# Puente Gurugú

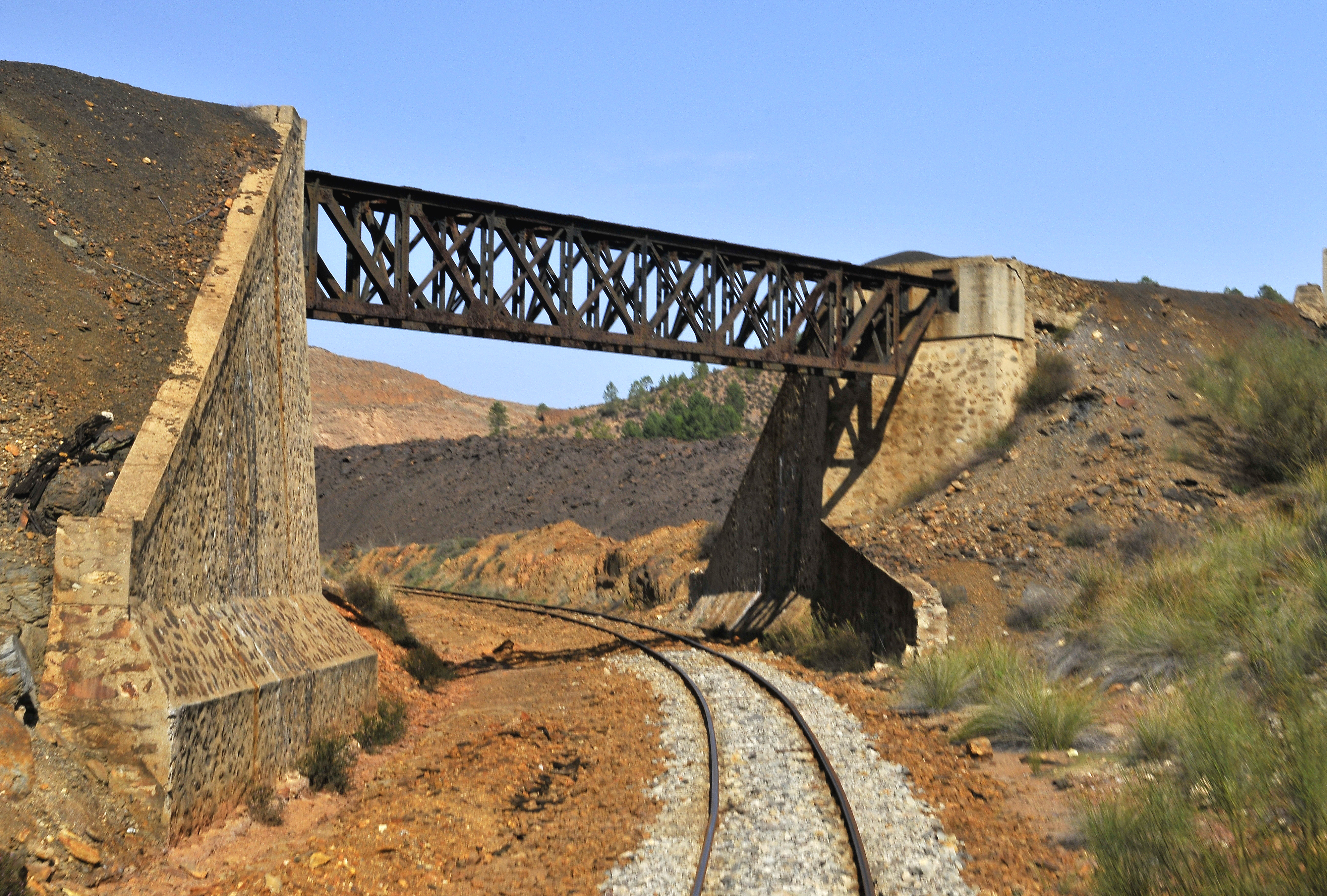
Vista del puente Gurugú sobre el ferrocarril de Riotinto, en 2014.

El puente Gurugú es un puente ferroviario situado en el municipio español de Minas de Riotinto, en la provincia de Huelva. La infraestructura fue levantada por obreros que habían participado en la batalla del monte Gurugú durante la guerra de África, razón por la cual tomó ese nombre. Los trabajos transcurrieron en 1914. El puente daba servicio a un ramal ferroviario que enlazaba las instalaciones de la Fundición de Piritas con la vía general del ferrocarril minero de Riotinto.
Estuvo en funcionamiento hasta la década de 1970. En la actualidad el puente Gurugú se mantiene preservado, aunque fuera de servicio.